# 潘瑟瓦利 (新澤西州)
潘瑟瓦利（英語：Panther Valley）是位於美國新澤西州沃倫縣的普查規定居民點。

## 人口
根據2020年美國人口普查的數據，潘瑟瓦利的面積為7.74平方千米，當中陸地面積為7.73平方千米，而水域面積為0.01平方千米。當地共有人口4391人，而人口密度為每平方千米567.31人。